# William S. Sessions
William Steele Sessions, född 27 maj 1930 i Fort Smith, Arkansas, död 12 juni 2020 i San Antonio, Texas, var en amerikansk statlig tjänsteman och domare som var chef för FBI mellan 1987 och 1993. Han tillträdde under Ronald Reagans administration och avskedades under Bill Clintons ämbetstid.

## Karriär inom FBI
Sessions nominerades 1987 att efterträda William H. Webster som chef för FBI av den dåvarande presidenten Ronald Reagan, och svors in den 2 november samma år.